# Pou des Lleó
El Pou des Lleó és una platja prop de Sant Carles de Peralta al municipi de Santa Eulària des Riu a l'illa d'Eivissa, i propera a la de Cala Boix. L'aigua és clara a l'estiu i a l'hivern és més fosca. Té pedres al fons de l'aigua, també hi ha per a guardar les barques. L'arena és com cristal·lina quan li reflecteix els raigs del sol. Hi ha poc espai en la platja, ja que és molt petita, uns 60 m de longitud i uns 30 m d'amplada. A la dreta hi ha un establiment obert en temporada turística. Abans d'arribar a la platja hi ha un restaurant. També hi ha un altre restaurant a l'altre extrem de la platja. S'arriba agafant direcció des d'Eivissa cap a Santa Eulària per la carretera PM 810 i seguint els indicadors cap a Sant Carles, una vegada passat el poble girar a la dreta direcció Pou d'es Lleó.